# Беджая
Беджая или Бежая (на арабски: بجاية – Беджа̀я) е средиземноморски пристанищен град и община в Северен Алжир, най-големият град в берберската област Кабилия. Други имена: Bougie (при французите), Vgayet/Bgayet (на берберски език) и пр.

## География
Разположен е в област Беджая. Административен център е на едноименните област, околия и община. Река Сумам минава през южната част на града и се влива в морето. Известен е заливът с плаж Лез-Eгад (Les Aiguades).
Градът се намира на северозападния бряг на едноименния залив, на югоизточните склонове на планината Йема Гурая (660 м), символизираща спяща жена, която се простира край морето и заема територията на почти цялата община. Северно от града, непосредствено до него, е разположен национален парк „Гурая“.
В парка, близо до града, се издига връх Pic des singes (Връх на маймуните, Маймунски връх). Името му произлиза от факта, че е обитаван от застрашените примати, наречени маготи, които преди време са обитавали значително по-голям ареал. Край върха се намира нос Cap Carbon (Нос Въглен) с морски фар.
Населението на градската агломерация е 176 139 жители, а на общината е 177 988 души (преброяване, 14 април 2008).
По-голямата част от жителите му говорят арабски и кабилски (от берберските езици, ползват френски.

## История
През Средновековието е овладян от бербери от племето беджая, чието име градът носи до днес. За кратко е бил столица на Кралството на вандали и алани, а през 12 век - на берберската държава на Хамадидите. Пристанището му е сред основните пристани на берберските пирати до 1510 г., когато е овладяно от испанците.

## Интересни факти
- От френското име на града Бужи (Bougie) произлиза френското название на восъчната свещ. Свързано е с това, че восъкът в Средновековна Франция се внасял от Алжир.
- Фибоначи - търговец от Пиза (считан за най-великия математик на Средновековна Западна Европа), усвоява в Беджая смятането с арабски цифри, които въвежда в Европа.

## Икономика
Развита е рибоконсервна, коркова и тютюнева промишленост. Новото пристанище е построено от французите през 1905-1909 г. Разполага с голям нефтоналивен терминал, свързан с главното находище на нефт в страната Хаси Месауд. Има летище.

## Побратимени градове
- Брест, Франция
- Портиман, Португалия

## Галерия
- Кметството на Беджая
- Касбата на Беджая
- Пл. „1 ноември 1954 г.“
- Нос Въглен (Кап Карбон) с фара
- Върхът на маймуните и Заливът
- Магот на фона на града